# Авіаційний альянс
Авіаційний альянс — партнерське об'єднання авіаліній, що дозволяє досягнути більш високого рівня міжнародного співробітництва у комерційних авіаперевезеннях. Авіакомпанії у межах альянсу зберігають свою юридичну самостійність, але при цьому уніфікують такі елементи, як система бронювання, бонусні програми авіакомпаній, вводять сумісні рейси та погоджують розклад рейсів.
Причиною появи авіаційних альянсів вважається регулювання повітряного транспорту на національному рівні. Так комерційні авіаперевезення між Європою та США регулюються договорами щодо відкритого неба та здійснюються тільки авіакомпаніями країн-учасниць договору. Наприклад, авіаперевезення між США та Францією можуть здійснювати тільки американські та французькі авіакомпанії. Німецька авіакомпанія не може бути присутньою на цьому ринку, але завдяки членству в альянсі, німецький авіаперевізник Lufthansa, наприклад, може запропонувати такий рейс через код-шерінг з United Airlines.

## Найбільші авіаційні альянси
- Star Alliance (27 авіакомпаній[1])
- SkyTeam (20 авіакомпаній[2])
- Oneworld (12 авіакомпаній[3])
- WOW (4 вантажні авіакомпанії)

Потужним авіаційним альянсом був до 2001 року Qualiflyer Group на чолі з швейцарською авіакомпанією Swissair.
Одним з найбільших національних авіаційних альянсім є китайський Xinxing, у який входять шість китайських авіаперевізників, у тому числі Hainan Airlines та Sichuan Airlines.
Існує неофіційний альянс Arabesk Airline Alliance, що об'єднує 9 авіакомпаній арабських країн.
В Україні існував авівальянс Українська авіаційна група, що об'єднувала авіакомпанії АероСвіт, ДонбасАеро та Дніпроавіа.